# Phulia nymphula
Phulia nymphula es una especie de mariposa, de la familia de las piérides, que fue descrita originalmente con el nombre de Pieris nymphula, por Blanchard, en 1852, a partir de ejemplares procedentes de Chile.

## Distribución
Phulia nymphula tienen una distribución restringida a la región Neotropical y ha sido reportada en Argentina, Bolivia, Chile y Perú.

## Plantas hospederas
Se sospecha que las hembras colocan sus huevos en Tropaeolum polyphyllum Cav. (capuchina) o en Astragalus sp., pero no se ha confirmado la cría de las larvas en estas plantas.